# Keswick (Cumbria)
Pour les articles homonymes, voir Keswick.
Keswick (prononciation /ˈkɛzɪk/) est une ville britannique, située dans le comté anglais de Cumbria (et anciennement dans le Cumberland). Sa population est de 4 281 habitants.
Elle est située juste au nord du lac de Derwentwater, dans le parc national du Lake District.
Le cromlech de Castlerigg se situe sur son territoire, à l’est de la ville.

## Histoire
Keswick a vu naître la première fabrique de crayons au monde, en 1832, et présente aujourd’hui un petit musée du Crayon (Pencil Museum).
Le HMS Blencathra (L24) est parrainé par la communauté civile de Keswick pendant la campagne nationale du Warship Week (semaine des navires de guerre) en mars 1942. Il est un destroyer de classe Hunt de type I, construit pour la Royal Navy.

Keswick et le lac de Derwentwater

## Personnalités liées à la ville
- Sara Coleridge (1802-1852), écrivaine et traductrice, y est née.
- James Durden (1878-1964), peintre, y est mort.
- Lorna Hill (1902-1991), auteur anglais de romans pour la jeunesse, y est morte.
- Frederic William Henry Myers (1843-1901), poète, essayiste et parapsychologue, y est né.
- Donald Watson (1910-2005), professeur de menuiserie de métier, est le fondateur, avec Elsie Shrigley, de la Vegan Society et l'inventeur du mot « vegan », y est mort.
- Francis Derwent Wood (1871-1926), sculpteur britannique, surtout connu pour son travail de création de masques destinés aux gueules cassées de la Première Guerre mondiale, y est né.